# Рашен-Мішен (Аляска)
Рашен-Мішен (англ. Russian Mission) — місто (англ. city) в США, в окрузі Кусілвак штату Аляска. Населення — 421 особа (2020).

## Географія
Рашен-Мішен розташований за координатами 61°47′4″ пн. ш. 161°22′7″ зх. д. / 61.78444° пн. ш. 161.36861° зх. д. (61.784563, -161.368628).  За даними Бюро перепису населення США в 2010 році місто мало площу 15,39 км², з яких 14,46 км² — суходіл та 0,93 км² — водойми.

### Клімат
Місто знаходиться у зоні, котра характеризується континентальним субарктичним кліматом. Найтепліший місяць — липень із середньою температурою 15.4 °C (54.5 °F). Найхолодніший місяць — січень, із середньою температурою -12.5 °С (4.2 °F).
| Клімат Рашен-Мішена     | Клімат Рашен-Мішена | Клімат Рашен-Мішена | Клімат Рашен-Мішена | Клімат Рашен-Мішена | Клімат Рашен-Мішена | Клімат Рашен-Мішена | Клімат Рашен-Мішена | Клімат Рашен-Мішена | Клімат Рашен-Мішена | Клімат Рашен-Мішена | Клімат Рашен-Мішена | Клімат Рашен-Мішена | Клімат Рашен-Мішена |
| Показник                | Січ.                | Лют.                | Бер.                | Квіт.               | Трав.               | Черв.               | Лип.                | Серп.               | Вер.                | Жовт.               | Лист.               | Груд.               | Рік                 |
| Абсолютний максимум, °C | 8,9                 | 7,2                 | 6,7                 | 15,6                | 26,1                | 26,7                | 30,0                | 27,8                | 21,1                | 15,0                | 8,9                 | 8,9                 | 30,0                |
| Середній максимум, °C   | −9,6                | −10,2               | −4,8                | 0,3                 | 9,4                 | 15                  | 17,4                | 15,7                | 10,7                | 1,8                 | −5                  | −8,6                | 2,7                 |
| Середня температура, °C | −15,4               | −15,2               | −10,2               | −5,7                | 5                   | 10,3                | 12,5                | 11,3                | 5,9                 | −2,3                | −8,8                | −14,2               | −2,2                |
| Середній мінімум, °C    | −19,6               | −20,9               | −17,3               | −12,3               | −1,9                | 4,3                 | 7,1                 | 5,9                 | 1,3                 | −6,4                | −13,5               | −18                 | −7,6                |
| Абсолютний мінімум, °C  | −47,8               | −53,3               | −38,9               | −16,7               | −12,2               | −2,8                | −6,1                | −10,6               | −28,9               | −35                 | −42,2               | −53,3               | −53,3               |
| Норма опадів, мм        | 38                  | 24                  | 29                  | 24                  | 27                  | 42                  | 60                  | 76                  | 68                  | 59                  | 46                  | 52                  | 546                 |
| Днів з опадами          | 7                   | 5                   | 6                   | 6                   | 7                   | 10                  | 14                  | 14                  | 13                  | 9                   | 9                   | 9                   | 109                 |
| ----------------------- | ------------------- | ------------------- | ------------------- | ------------------- | ------------------- | ------------------- | ------------------- | ------------------- | ------------------- | ------------------- | ------------------- | ------------------- | ------------------- |
| Джерело: Weatherbase    |                     |                     |                     |                     |                     |                     |                     |                     |                     |                     |                     |                     |                     |

## Демографія
Згідно з переписом 2010 року, у місті мешкало 312 осіб у 73 домогосподарствах у складі 63 родин. Густота населення становила 20 осіб/км².  Було 74 помешкання (5/км²).
Расовий склад населення:
| - 95,8 % — корінних американців - 3,2 % — білих |

До двох чи більше рас належало 1,0 %. Частка іспаномовних становила 0,0 % від усіх жителів.
За віковим діапазоном населення розподілялося таким чином: 40,7 % — особи молодші 18 років, 56,7 % — особи у віці 18—64 років, 2,6 % — особи у віці 65 років та старші. Медіана віку мешканця становила 21,8 року. На 100 осіб жіночої статі у місті припадало 113,7 чоловіків;  на 100 жінок у віці від 18 років та старших — 112,6 чоловіків також старших 18 років.
Середній дохід на одне домашнє господарство  становив 54 529 доларів США (медіана — 36 563), а середній дохід на одну сім'ю — 55 039 доларів (медіана — 37 500). Медіана доходів становила 48 750 доларів для чоловіків та 26 875 доларів для жінок. За межею бідності перебувало 33,3 % осіб, у тому числі 38,3 % дітей у віці до 18 років та 10,0 % осіб у віці 65 років та старших.
Цивільне працевлаштоване населення становило 84 особи. Основні галузі зайнятості: публічна адміністрація — 33,3 %, освіта, охорона здоров'я та соціальна допомога — 27,4 %, роздрібна торгівля — 20,2 %.